# Allium abramsii
Allium abramsii es una especie de planta del género Allium, perteneciente a la familia de las amarilidáceas, del orden de las Asparagales. Originaria de Sierra Nevada en California, donde crece en los bosques de coníferas en el sotobosque en los suelos de granito o de arena.

## Descripción
Allium abramsii crece a partir de uno o más bulbos, cada uno de poco más de un centímetro de ancho unido a un grueso rizoma. Alcanza una altura máxima de unos 15 centímetros por lo general, con una hoja cilíndrica curvada. La inflorescencia contiene hasta 40 flores de color rosa o púrpura con los pétalos en forma de lanza.

## Taxonomía
Allium abramsii fue descrita por (Ownbey & Aase) McNeal y publicado en Aliso 12: 417 (1992).
Etimología
Allium: nombre genérico muy antiguo. Las plantas de este género eran conocidos tanto por los romanos como por los griegos. Sin embargo, parece que el término tiene un origen celta y significa "quemar", en referencia al fuerte olor acre de la planta. Uno de los primeros en utilizar este nombre para fines botánicos fue el naturalista francés Joseph Pitton de Tournefort (1656-1708).
abramsii: epíteto otorgado en honor del botánico estadounidense LeRoy Abrams.
Sinonimia
- Allium fimbriatum var. abramsii Ownbey & Aase.[3]